# Oat Mountain (California)
Oat Mountain (en español: Cerro de Avena) es una montaña  de la sierra de Santa Susana que pasa por el norte del valle de San Fernando (cerca de Los Ángeles, California). Es el punto más alto de la sierra de Santa Susana. Al sur del cerro se encuentra el barrio de Chatsworth en Los Ángeles. Hay muchas antenas de microonda así como un equipo meteorológico Doppler en la cumbre. La compañía SoCal Gas tiene varios pozos de gas en el área.

## Clima
El clima en Oat Mountain varía de una temporada a otra. Durante el comienzo del año en enero, pueden pasar lluvias ocasionales y tormentas eléctricas sobre la montaña. Tormentas frías producen nieve ligera en las cumbres cuando el nivel de nieve cae por debajo de 4000 pies (1219,2 m). El clima cambia al entrar la primavera. Algunos años son muy secos y causan una escasez de vegetación, otros años producen lluvias fuertes por la primavera con hasta 4 pulgadas (10,2 cm). El verano trae períodos secos y tormentas eléctricas ocasionales (traídas por la humedad subtropical en el océano Pacífico) desde el valle de San Fernando y el valle de Santa Clarita. Esto puede provocar inundaciones repentinas y flujos de escombros de las zonas quemadas en el área. El otoño es típicamente seco y soleado, pero los vientos de Santa Ana pueden causar pequeños incendios forestales en la montaña.
| Parámetros climáticos promedio de Oat Mountain, California (elevation 3,747 ft) | Parámetros climáticos promedio de Oat Mountain, California (elevation 3,747 ft) | Parámetros climáticos promedio de Oat Mountain, California (elevation 3,747 ft) | Parámetros climáticos promedio de Oat Mountain, California (elevation 3,747 ft) | Parámetros climáticos promedio de Oat Mountain, California (elevation 3,747 ft) | Parámetros climáticos promedio de Oat Mountain, California (elevation 3,747 ft) | Parámetros climáticos promedio de Oat Mountain, California (elevation 3,747 ft) | Parámetros climáticos promedio de Oat Mountain, California (elevation 3,747 ft) | Parámetros climáticos promedio de Oat Mountain, California (elevation 3,747 ft) | Parámetros climáticos promedio de Oat Mountain, California (elevation 3,747 ft) | Parámetros climáticos promedio de Oat Mountain, California (elevation 3,747 ft) | Parámetros climáticos promedio de Oat Mountain, California (elevation 3,747 ft) | Parámetros climáticos promedio de Oat Mountain, California (elevation 3,747 ft) | Parámetros climáticos promedio de Oat Mountain, California (elevation 3,747 ft) |
| Mes                                                                             | Ene.                                                                            | Feb.                                                                            | Mar.                                                                            | Abr.                                                                            | May.                                                                            | Jun.                                                                            | Jul.                                                                            | Ago.                                                                            | Sep.                                                                            | Oct.                                                                            | Nov.                                                                            | Dic.                                                                            | Anual                                                                           |
| ------------------------------------------------------------------------------- | ------------------------------------------------------------------------------- | ------------------------------------------------------------------------------- | ------------------------------------------------------------------------------- | ------------------------------------------------------------------------------- | ------------------------------------------------------------------------------- | ------------------------------------------------------------------------------- | ------------------------------------------------------------------------------- | ------------------------------------------------------------------------------- | ------------------------------------------------------------------------------- | ------------------------------------------------------------------------------- | ------------------------------------------------------------------------------- | ------------------------------------------------------------------------------- | ------------------------------------------------------------------------------- |
| Temp. máx. media (°C)                                                           | 12.8                                                                            | 13.3                                                                            | 16.7                                                                            | 18.3                                                                            | 22.8                                                                            | 25.6                                                                            | 30                                                                              | 30.6                                                                            | 28.3                                                                            | 22.2                                                                            | 16.7                                                                            | 12.2                                                                            | 30.6                                                                            |
| Temp. media (°C)                                                                | 8.3                                                                             | 8.3                                                                             | 10.6                                                                            | 11.7                                                                            | 15.6                                                                            | 17.8                                                                            | 21.7                                                                            | 22.2                                                                            | 20.6                                                                            | 15.6                                                                            | 11.1                                                                            | 7.8                                                                             | 14.4                                                                            |
| Temp. mín. media (°C)                                                           | 3.9                                                                             | 2.8                                                                             | 4.4                                                                             | 5                                                                               | 8.3                                                                             | 10                                                                              | 13.3                                                                            | 13.3                                                                            | 12.8                                                                            | 8.9                                                                             | 5.6                                                                             | 3.3                                                                             | 2.8                                                                             |
| Precipitación total (mm)                                                        | 119.4                                                                           | 99.1                                                                            | 94                                                                              | 27.9                                                                            | 7.6                                                                             | 2.5                                                                             | 0                                                                               | 7.6                                                                             | 12.7                                                                            | 17.8                                                                            | 66                                                                              | 78.7                                                                            | 533.4                                                                           |
| Días de precipitaciones (≥ 0.01 in)                                             | 5                                                                               | 4                                                                               | 5                                                                               | 2                                                                               | 0                                                                               | 0                                                                               | 0                                                                               | 0                                                                               | 1                                                                               | 1                                                                               | 3                                                                               | 4                                                                               | 25                                                                              |
| Fuente: NOAA (via Google)                                                       |                                                                                 |                                                                                 |                                                                                 |                                                                                 |                                                                                 |                                                                                 |                                                                                 |                                                                                 |                                                                                 |                                                                                 |                                                                                 |                                                                                 |                                                                                 |

## Flora y fauna
La vida silvestre en el área es muy escasa en los meses de verano (aunque ocasionalmente se puede ver un oso). Oat Mountain tiene típicamente el mismo tipo de flora y fauna que en otras partes de la Cordillera. Los leones de montaña son particularmente comunes en la región y se pueden ver casi todo el año junto con aves como el aura gallipavo y el ganso de Canadá .
La vegetación no es muy diversa en la montaña. La montaña generalmente está cubierta de pasto marrón y avenas en el verano, pero durante los períodos de lluvia intensa la montaña suele ser verde y contiene más vida silvestre. Algunas de las flores silvestres que se pueden encontrar son (diplacus aurantiacus), amapolas de California y (lupinus polyphyllus).

## Interferencia humana
Oat Mountain ha tenido muchos problemas importantes en los tiempos modernos, comenzando con la construcción de dos sitios de misiles de tierra-aire durante la época de la Guerra Fría. Conocidos como Nike Missile Site LA-88, estos sitios estaban allí no tanto para proteger a la población civil del valle de San Fernando, sino para proteger importantes instalaciones militares e industriales como el Laboratorio de Campo de Santa Susana, de ataques soviéticos. Estuvieron en funcionamiento desde 1956-1974. Desde entonces, el sitio estaba contaminada, y escombros y edificios abandonados ensucian el área, ubicada en Browns Canyon Road, debajo de Oat Mountain.
En 2015, una historia llegó a los titulares cuando se informó de una escape de gas en uno de los siete campos petroleros que cubrían las áreas naturales de la montaña. El campo petrolero de Aliso Canyon de SoCalGas estuvo involucrado en esta situación. Muchas personas reportaron hemorragias nasales, fuertes dolores de cabeza y otros síntomas. Ese mismo año el campo petrolero fue cerrado y llevado a los tribunales. A partir de agosto de 2017, el campo petrolero está programado para reabrir, pero puede ser llevado al tribunal regional de la ciudad de Los Ángeles o al tribunal federal en Sacramento .

## Senderismo y puntos de interés
Oat Mountain tiene muchas rutas de senderismo y destinos escénicos. Uno de los principales senderos para caminatas asciende por el lado del valle de San Fernando y tiene cuatro senderos de conexión diferentes. Uno de ellos conduce al sitio de misiles Nike LA-88 con edificios, vehículos y escombros abandonados que lo rodean. Una ruta experta por la montaña sigue la columna vertebral de la montaña en Santa Clarita, pero es difícil porque está cubierta de bosques. El último sendero es una caminata de 16 millas (25,7 km) entre Rocky Peak y Oat Mountain.